# Protonectarina sylveirae
Protonectarina sylveirae är en getingart som först beskrevs av Henri Saussure 1854.  Protonectarina sylveirae ingår i släktet Protonectarina och familjen getingar. Inga underarter finns listade i Catalogue of Life.